# Chodecz

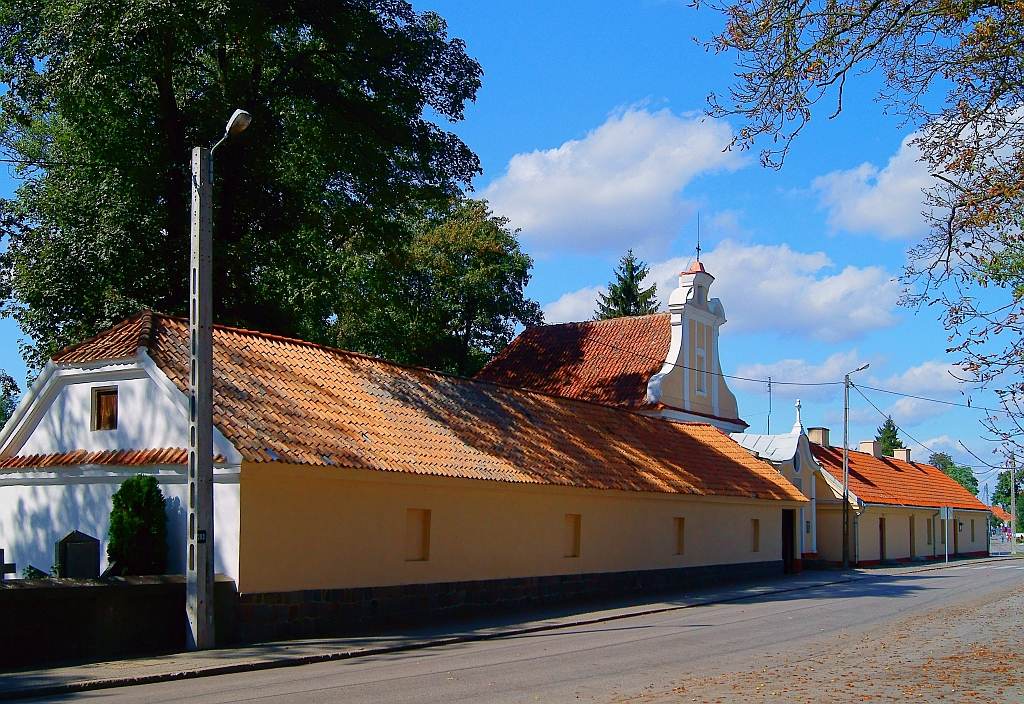
Zespół budynków cmentarnych

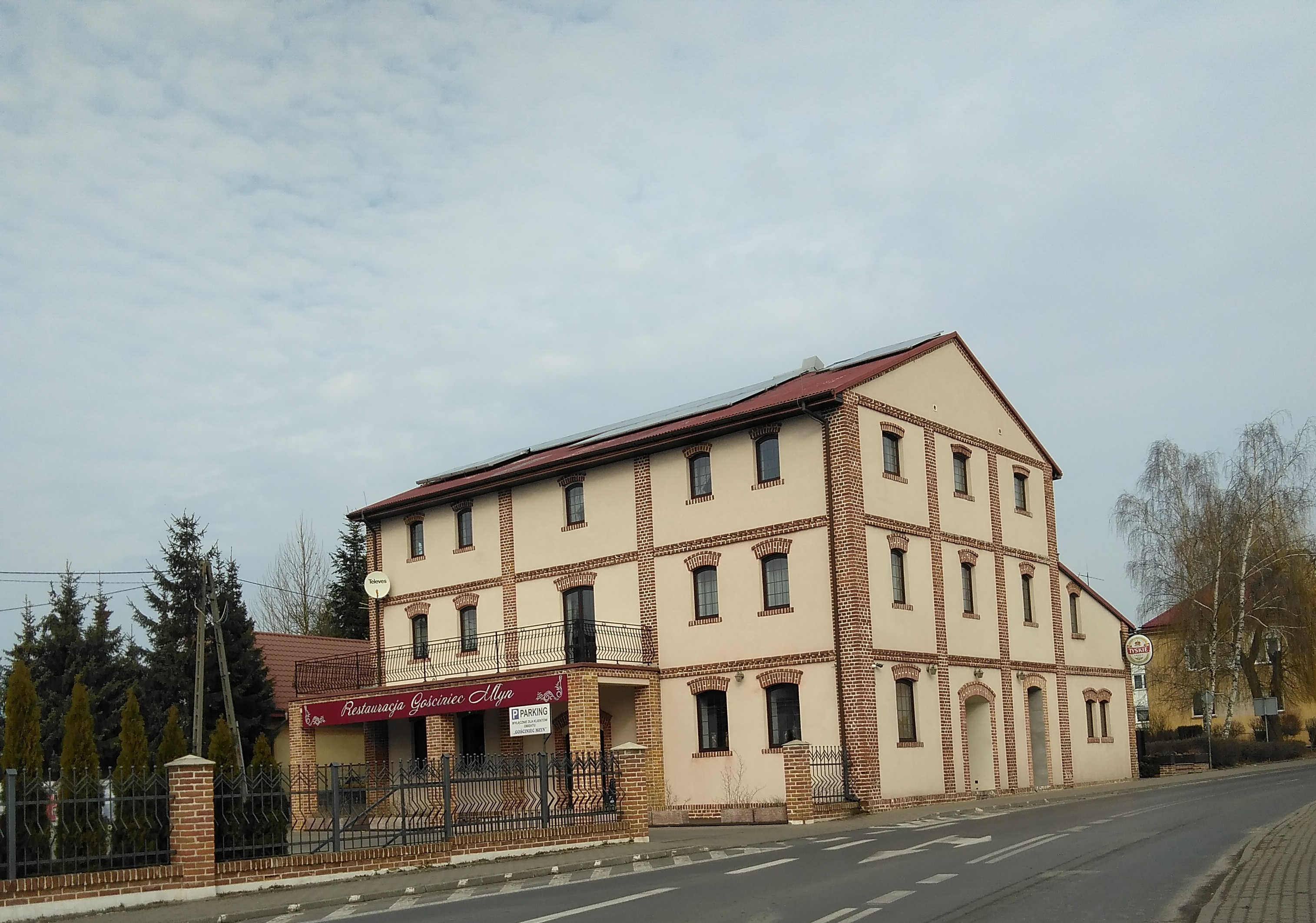
Dawny młyn - obiekt wpisany do gminnej ewidencji zabytków.

Chodecz – miasto w Polsce położone w województwie kujawsko-pomorskim, w powiecie włocławskim, siedziba gminy miejsko-wiejskiej Chodecz.
Leży na Pojezierzu Kujawskim, w obrębie Wysoczyzny Kujawskiej. Chodecz uzyskał lokację miejską w 1442 roku, zdegradowany po 1800 roku, ponowne nadanie praw miejskich w 1822 roku, degradacja w 1870 roku, nadanie praw miejskich w 1921 roku. W latach 1975–1998 miasto administracyjnie należało do województwa włocławskiego. W czasie okupacji hitlerowskiej miasto nosiło nazwę Godetz.
Według danych GUS z 31 grudnia 2022 r. Chodecz liczył 1739 mieszkańców.
Prywatne miasto szlacheckie lokowane w 1442 roku położone było w XVI wieku w województwie brzeskokujawskim. Miasto prywatne Królestwa Kongresowego, położone było w 1827 roku w powiecie kowalskim, obwodzie kujawskim województwa mazowieckiego.
W miejscowości  nad jeziorem Chodeckim funkcjonuje kąpielisko (plaża miejska).

## Demografia

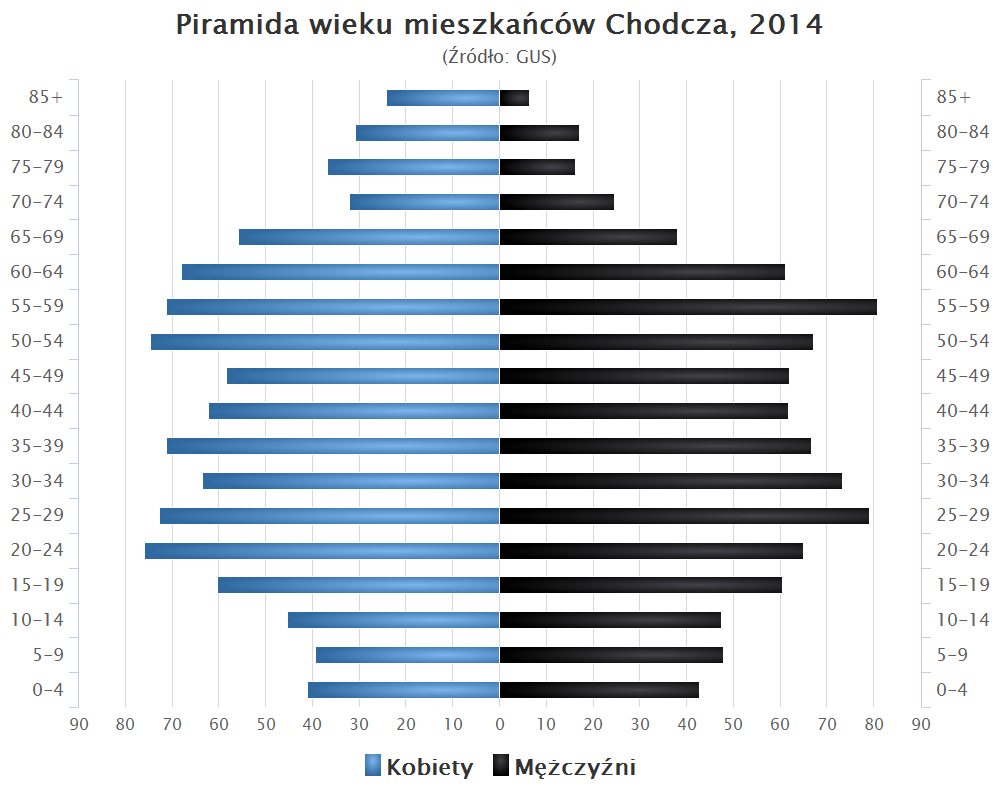
Piramida wieku mieszkańców Chodcza w 2014 roku

## Zabytki
- kościół parafialny św. Dominika z 1849-1850, neogotycki
- zespół budynków cmentarnych, w skład którego wchodzą: kaplica św. Jakuba z 1799, późnobarokowa; kolumbarium i dom braci szpitalnych.